# Étienne Bézout
 (août 2023).
Si vous disposez d'ouvrages ou d'articles de référence ou si vous connaissez des sites web de qualité traitant du thème abordé ici, merci de compléter l'article en donnant les références utiles à sa vérifiabilité et en les liant à la section « Notes et références ».

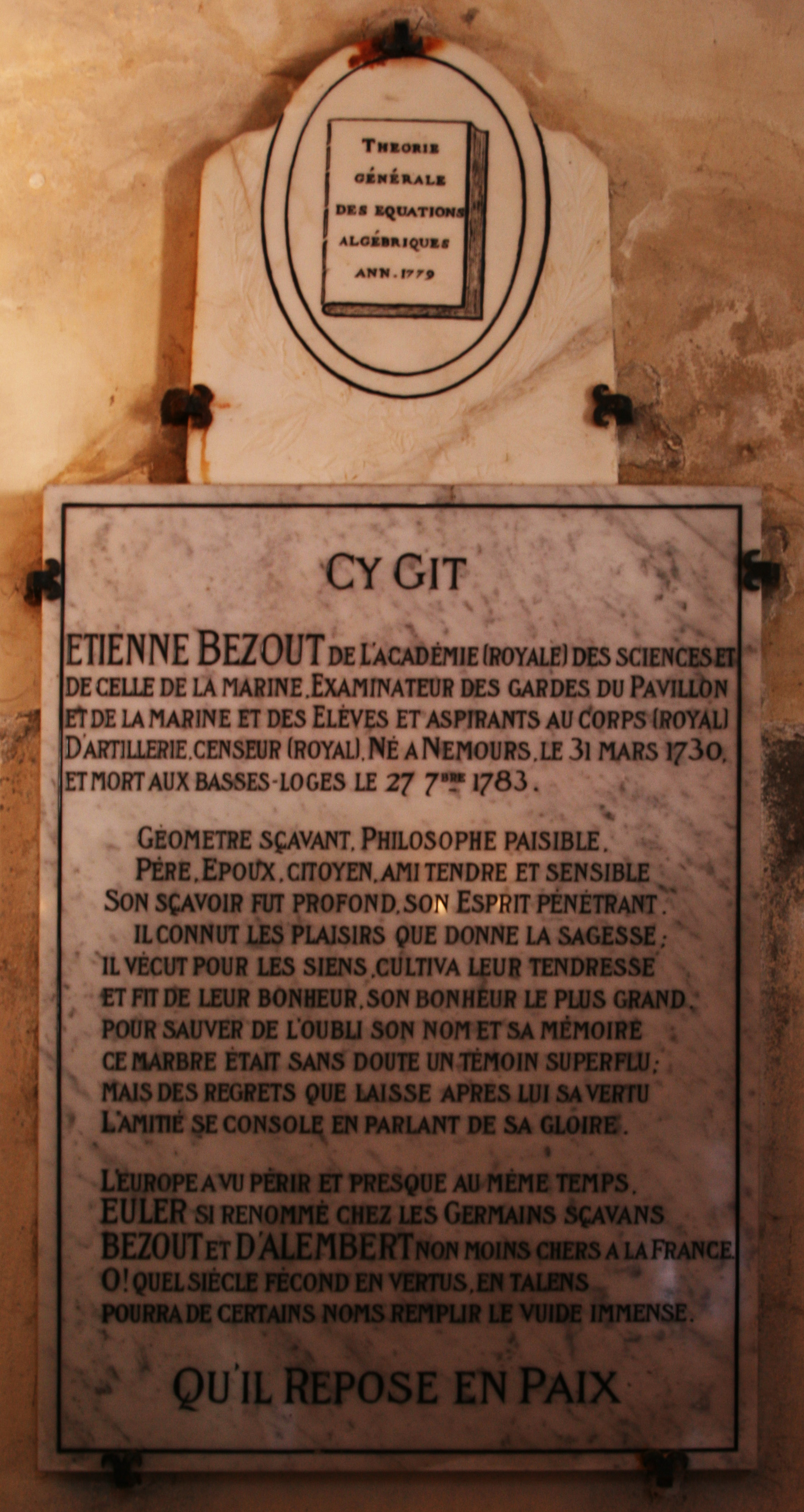
Pierre tombale d'Étienne Bézout dans l'église Saint-Pierre à Avon.

Étienne Bézout, né à Nemours le 31 mars 1730 et mort aux 
Basses-Loges, dans la paroisse d’Avon, le 27 septembre 1783 , est un mathématicien français. Il est passé à la postérité pour le théorème de Bachet-Bézout en arithmétique, pour le Bézoutien, utilisé en algorithmique, et pour son  théorème sur le nombre de points d'intersection de deux courbes algébriques, résultat crucial en géométrie algébrique.

## Biographie
Fils d'un magistrat de Nemours, Pierre Bézout, et de Jeanne-Hélène Filz, il est nommé par Étienne François de Choiseul en 1763 examinateur des gardes de la marine. Puis, il est chargé de la rédaction d'un cours de mathématiques qui conduira au Cours de mathématiques à l'usage des gardes du pavillon et de la marine. À la mort de Charles-Étienne Camus en 1768, il est nommé examinateur des élèves du corps de l'artillerie et rédige le Cours complet de mathématiques à l'usage de la marine et de l'artillerie, qui devient plus tard le livre de référence des candidats au concours d'entrée à l'École polytechnique.
Il est également l'auteur d'une Théorie générale des équations algébriques, publiée en 1779, consacrée à la théorie de l'élimination et aux fonctions symétriques des racines d'une équation algébrique : il utilise les déterminants dans un article de l’Histoire de l'Académie royale, parue en 1764, mais ne traite pas de la théorie générale.
Il est nommé adjoint mécanicien à l'Académie royale des sciences le 18 mars 1758, associé mécanicien-géomètre le 18 juillet 1768, puis pensionnaire mécanicien surnuméraire le 7 décembre 1779, enfin pensionnaire mécanicien le 6 mai 1782.
Il meurt prématurément le 27 septembre 1783, possiblement à la suite des émanations de l'éruption catastrophique du volcan islandais Laki de 1783, qui a augmenté notablement le taux de mortalité en Europe fin 1783, époque où sont morts également Euler et d'Alembert. Sa sépulture est dans l'église Saint-Pierre d'Avon.

## Publications

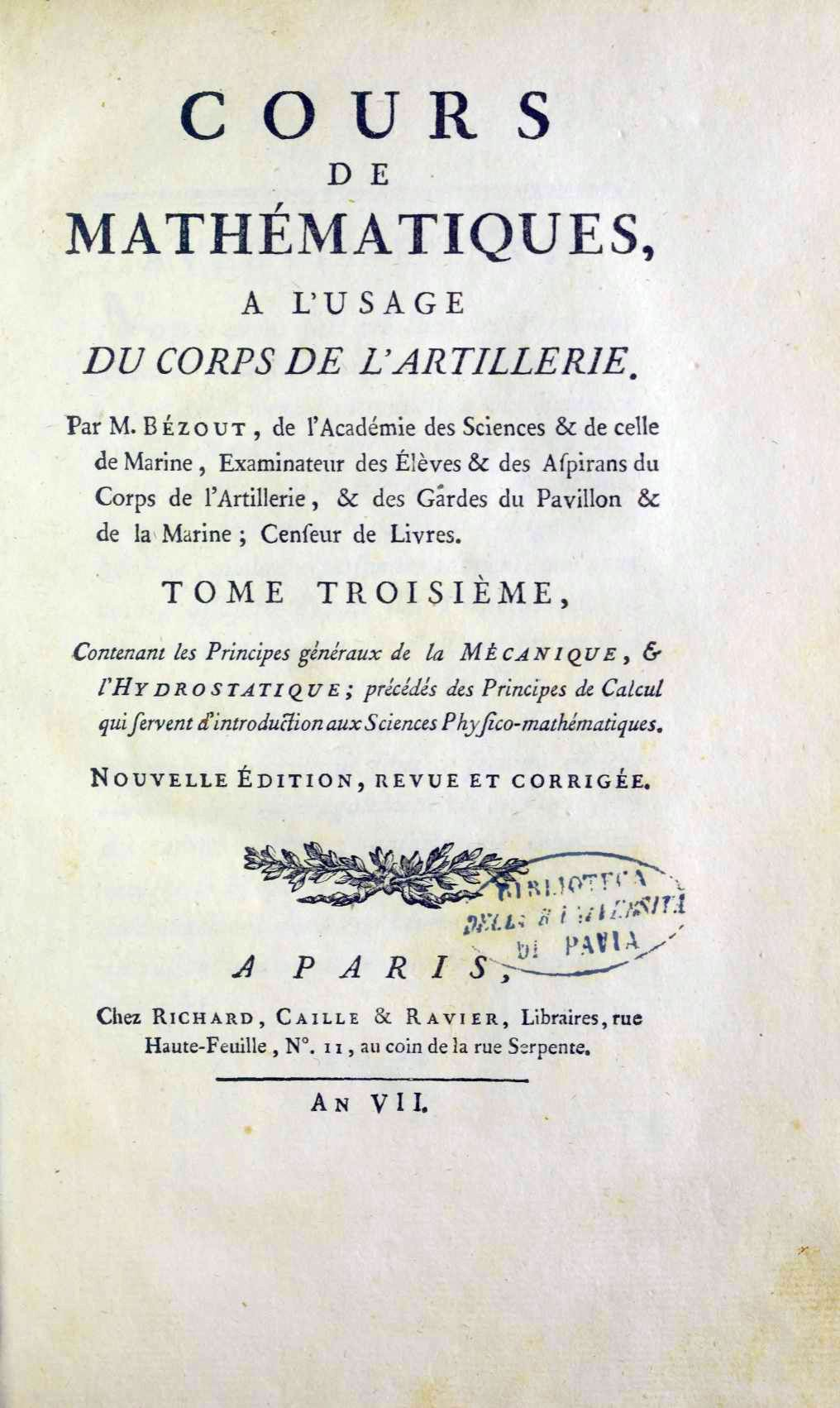
Cours de mathématiques, a l'usage du corps de l'artillerie, 1798

- Cours de mathématiques à l'usage des gardes du pavillon et de la marine, première partie Éléments d'arithmétique, Imprimerie Ph.-D. Pierres, Paris, 1781 (lire en ligne)
- Cours de mathématiques à l'usage des gardes du pavillon et de la marine, seconde partie contenant les éléments de géométrie, la trigonométrie rectiligne & la trigonométrie sphérique, Imprimerie Ph.-D. Pierres, Paris, 1782 (lire en ligne)
- Cours de mathématiques à l'usage des gardes du pavillon et de la marine, troisième partie, contenant l'algèbre et l'application de cette science à l'arithmétique et la géométrie, chez J. B. G. Musier, Paris, 1766 (lire en ligne)
- Cours de mathématiques à l'usage des gardes du pavillon et de la marine, quatrième partie, contenant les principes généraux de la mécanique, précés des principes de calcul qui servent d'introduction aux sciences physico-mathématiques, imprimerie Baudelot et Eberhart, Paris, an IV (lire en ligne)
- Suite du cours de mathématiques à l'usage des gardes du pavillon et de la marine contenant le traité de navigation, chez J. B. G. Musier, Paris, 1769 (lire en ligne)
- Cours de mathématiques, à l'usage du corps de l'artillerie, tome 1, contenant l'arithmétique, la géométrie et la trigonométrie rectiligne, chez Richard, Caille et Ravier libraires, Paris, an VIII (lire en ligne)
- Cours de mathématiques, à l'usage du corps de l'artillerie, tome 2, contenant l'algèbre et l'application de l'algèbre à la géométrie, Imprimerie Ph.-D. Pierres, Paris, 1788 (lire en ligne)
- Cours de mathématiques, à l'usage du corps de l'artillerie, tome 3, contenant les principes généraux de la mécanique, & l'hydrostatique ; précédés des principes de calcul qui servent d'introduction aux sciences physico-mathématiques, Imprimerie Ph.-D. Pierres, Paris, 1788 (lire en ligne)
- Cours de mathématiques, à l'usage du corps de l'artillerie, tome 4, contenant l'application des principes généraux de la mécanique à différents cas de mouvement & d'équilibre, chez Richard, Caille et Ravier libraires, Paris, an VII (lire en ligne)
- Théorie générale des équations algébriques, Imprimerie Ph.-D. Pierres, Paris, 1779 (lire en ligne)
- Cours de mathématiques à l'usage des gardes du Pavillon et de la Marine. Impr. Baudelot & Eberhart, Paris, 1795. Texte disponible en ligne sur LillOnum: 3ème partie ; 4ème partie ; Suite de la 4ème partie

### Mémoires de l'Académie royale des sciences
- Mémoire sur les Courbes dont la rectification dépend d'une quantité donnée, 1758, p. 65-80 (lire en ligne)
- Mémoire sur plusieurs classes d'équations de tous les degrés qui admettent une solution algébrique ; 1762, p. 17-52 (lire en ligne)
- Recherches sur le degré des Équations résultantes de l'évanouissement des inconnues, & sur les moyens qu'il convient d'employer pour trouver ces équations, 1764, p. 288-338 (lire en ligne)
- Mémoire sur la résolution générale des équations de tous les degrés, 1765, p. 533-552 (lire en ligne)
- Formules calculées par Monsieur Bézout ajoutées au Mémoire sur quelques expériences relatives à la dioptrique par M. le Duc de Chaulnes, 1767, p. 468-470 (lire en ligne)
- Avec Lavoisier et Vandermonde, Expériences faites par ordre de l'Académie, sur le froid de l'année 1776, 1777, p. 505-526 (lire en ligne)

### Mémoires de mathématique et de physique présentés à l'Académie royale des sciences
- Mémoire sur les quantités différencielles, qui n'étant point intégrables par elles-mêmes, le deviennent néanmoins quand on leur joint des quantités de même forme qu'elles, Imprimerie royale, Paris, 1760, tome 3, p. 326-343 (lire en ligne)
- BEZOUT (M.), dans Table générale des matières contenues dans l'"Histoire" et dans les "Mémoires de l'Académie royale des sciences", chez Panckoucke, Paris, 1768, tome 7, 1751-1760, p. 115-116 (lire en ligne)
- BEZOUT (M.), dans Table générale des matières contenues dans l'"Histoire" et dans les "Mémoires de l'Académie royale des sciences", chez Panckoucke, Paris, 1774, tome 8, 1761-1770, p. 132-133 (lire en ligne)
- BEZOUT (M.), dans Table générale des matières contenues dans l'"Histoire" et dans les "Mémoires de l'Académie royale des sciences", Imprimerie de Moutard, Paris, 1786, tome 9, 1771-1780, p. 137 (lire en ligne)